# 葛锡锐
葛锡锐（1937年5月—），男，北京人，中国免疫学家，中国科学院生物化学与细胞生物学研究所研究员、博导。曾任中国免疫学会常务理事。